# Großsteingrab Kalkriese
Das Großsteingrab Kalkriese (auch Großsteingrab Engter oder Hoststeine genannt) ist eine Grabanlage der jungsteinzeitlichen Trichterbecherkultur nahe dem zur Gemeinde Bramsche gehörenden Ortsteil Kalkriese im Landkreis Osnabrück, Niedersachsen. Es trägt die Sprockhoff-Nummer 899.

## Lage
Das Grab befindet sich nordöstlich von Engter, etwa 150 m nördlich der B 218 und ist von einer Baumgruppe umstanden.

## Beschreibung
Das Grab war bereits bei der Aufnahme durch Johann Karl Wächter um 1840 stark zerstört. 1807 wurde offenbar eine Grabung durchgeführt, über die aber keine Aufzeichnungen existieren. Ernst Sprockhoff konnte 1926 noch acht große Steine und mehrere Trümmer ausmachen. Er identifizierte hierunter einen Deckstein und vier Wandsteine. Eine Hügelschüttung war nicht auszumachen. Schlüter und Zehm zogen 1992 in Zweifel, ob es sich bei den vorhandenen Steinen tatsächlich um eine Grabkammer handelt. Möglich wäre auch, dass hier die Überreste von zwei zerstörten Großsteingräbern zusammengetragen wurden.
1991 wurden in der Nähe des Grabes acht Findlinge gefunden, die dort im Erdreich versenkt worden waren und wohl zu einem zerstörten, benachbarten Grab gehörten.